# Niels Juel
Niels Juel, danski admiral, * 8. maj 1629, † 8. april 1697.